# Calybites quadrisignella
Calybites quadrisignella är en fjärilsart som först beskrevs av Philipp Christoph Zeller 1839.  Calybites quadrisignella ingår i släktet Calybites och familjen styltmalar.
Artens utbredningsområde är:
- Österrike.
- Tjeckien.
- Slovakien.
- Tyskland.
- Ungern.
- Italien.
- Polen.
- Rumänien.
- Turkiet.

Inga underarter finns listade i Catalogue of Life.